# Meeting panafricain de Bamako 2005
 (décembre 2021).
Si vous disposez d'ouvrages ou d'articles de référence ou si vous connaissez des sites web de qualité traitant du thème abordé ici, merci de compléter l'article en donnant les références utiles à sa vérifiabilité et en les liant à la section « Notes et références ».
L'édition 2005 du Meeting panafricain de Bamako s’est déroulé le 6 avril 2005 à Bamako (Mali).
La compétition est dominée par le Sénégal.

## Principaux résultats

### Saut en longueur dames
- Médaille d’or : Ester Agathise (Sénégal) 6,23 mètres.
- Médaille d’argent : Yah Koïta (Mali) 6,05 m.
- Médaille de bronze : Bifuro Tobin (Nigeria) 6,05 m.

### 100 mètres dames
- Médaille d’or : Aminata Diouf (Sénégal) 11 secondes 60.
- Médaille d’argent : Endurance Ojokolo (Nigeria) 11 secondes 61.
- Médaille de bronze : Fabienne Feraez (Bénin) 11 secondes 64.

### 200 mètres dames
- Médaille d’or : Amy Mbacké Thiam (Sénégal) 23 seconde 36.
- Médaille d’argent : Amandine Allou Affoué (Côte d'Ivoire).
- Médaille de bronze : Aminata Diouf (Sénégal).

### 400 mètres dames
- Médaille d’or : Aminata Sylla (Sénégal) 55 seconde 15.
- Médaille d’argent : Soumah Fatou (Sénégal) 55 secondes 25.
- Médaille de bronze : Ramatoulaye Gassama (Mali) 60 secondes 36.

### 800 mètres hommes
- Médaille d’or : Nouha Badji (Sénégal)  1 minutes 55 secondes 18.
- Médaille d’argent : Balogoum Akim (Bénin).
- Médaille de bronze : Ali Abebé Moussa (Mali).

### Saut en longueur homme
- Médaille d’or : Ndiss Kaba Badji (Sénégal) 8,06 mètres.
- Médaille d’argent : Arnaud Casquette (Maurice) 7,85 mètres.
- Médaille de bronze : Raphael Akpata (Nigeria) 7,28 mètres.

### 100 mètres hommes
- Médaille d’or : Olusoji Fasuba (Nigeria) 10 secondes 20.
- Médaille d’argent : Idrissa Sanou (Burkina Faso) 10 secondes 21.
- Médaille de bronze : Oumar Loum (Sénégal) 10 secondes 46.

### 400 mètres hommes
- Médaille d’or : California Molefe (Botswana) 46 secondes 74.
- Médaille d’argent : Ibrahima Wade (Franco-Sénégalais) 46 secondes 84.
- Médaille de bronze : Amadou Bocoum (Mali) 49 secondes 36.

### 400 mètres haies
- Médaille d’or : Naman Keita (Franco-Malien) 49 secondes 59.
- Médaille d’argent : Ibrahim Maïga (Mali) 50 secondes 58.
- Médaille de bronze : El Hadji Seth Mbown (Sénégal) 51 secondes 79.